# Military Parade
Military Parade è un cortometraggio muto del 1909. Il nome del regista non viene riportato nei credit del film che è conosciuto anche con il titolo alternativo Hudson-Fulton Military Parade e che accredita J. Stuart Blackton come direttore della fotografia.

## Produzione
Il film fu prodotto dalla Vitagraph Company of America.

## Distribuzione
Distribuito dalla Vitagraph Company of America, il film - un cortometraggio di 152 metri - uscì nelle sale cinematografiche statunitensi il 4 ottobre 1909. Nelle proiezioni, veniva programmato con il sistema dello split reel, accorpato in un'unica bobina con un altro cortometraggio prodotto dalla Vitagraph, il documentario Commander R.E. Peary.